# Светске игре слепих
Светске игре слепих или Светске игре ИБСА (раније ИБСА Светско првенство и игре) су међународни мулти-спортски догађај, који се одржава сваке четири године, у организацији Међународне спортске федерације слепих (МСФС) (енгл. International Blind Sports Federation, скраћено IBSA). Догађаји омогућавају слепим и слабовидим спортистима да се такмиче у бројним спортовима. Први догађај се одржао у Мадриду, Шпанија 1998. године.

## Такмичења

### Листа одржаних светских игара
| Издања | Година | Домаћин                         | Датум              | Спортови |
| ------ | ------ | ------------------------------- | ------------------ | -------- |
| 1.     | 1998.  | Шпанија, мадрид                 | 18–26. јули        | 4        |
| 2      | 2003.  | Канада, Квебек                  | 5–10. август       | 5        |
| 3.     | 2007.  | Бразил, Сао Пауло               | 28. јули-8. август | 6        |
| 4.     | 2011.  | Турска, Анталија                | 1–10. април        | 7        |
| 5.     | 2015.  | Јужна Кореја, Сеул              | 8–18. мај          | 10       |
| 6.     | 2019.  | Није одржано                    | -                  | -        |
| 7.     | 2023.  | Уједињено Краљевство, Бирмингам | 18–27. август      | 11       |

### Светске омладинске игре слепих МСФС
Ранији назив: МСФС Светске омладинске и студентске игре
| Такмичење | Year  | Host                  | Dates           | Sports |
| --------- | ----- | --------------------- | --------------- | ------ |
| 1.        | 2005. | USA, Колорадо Спрингс | 4–10 август     | 5      |
| 2.        | 2007. | USA, Колорадо Спрингс | 11–17 јули      | 5      |
| 3.        | 2009. | USA, Колорадо Спрингс | 15–20 јули      | 3      |
| 4.        | 2011. | USA, Колорадо Спрингс | 13–18 јули      | 3      |
| 5.        | 2013. | USA, Колорадо Спрингс | 13–15 септембар | 2      |
| 6.        | 2015. | USA, Колорадо Спрингс | 26–30 јули      | 1      |
| 7.        | 2017. | HUN, Будаерш          | 1–9 јули        | 1      |

### Остала такмичења
Остала важнија такмичења су била сљедећа:
- 2013. Пара Панамеричке игре слепих
- 2009. и 2011. такмичења у параџуду и голболу
- 2013. такмичења у параџуду и голболу
- 2015. и 2017. такмичење у голболу

## Историјат такмичења

### Светске игре слепих 1998.
Инаугурални спортски догађај 1998. године одржан је у Мадриду, Шпанија за атлетику, пливање, голбол и џудо за слепе и слабовиде.

### Светске игре слепих 2003.
Догађај у Квебеку, Канада 2003. године укључивао је мали фудбал, голбол и параџудо, а догађају су додате и друге дисциплине. Слепи спортисти су могли да се такмиче у следећим спортовима: пауерлифтинг, куглање са десет и девет чуњева, биатлон, алпско скијање, стрељаштво, обрачун, пливање, стрељаштво, торбол, нордијско скијање, атлетика и бициклизам. Иако је на списак додато доста зимских спортова попут скијања, али и куглања и многих других, али се одржава у пет спортова: пливању, атлетици, голболу, џудоу и пауерлифтингу.

### Светске игре слепих 2007.
Светске игре 2007. године одржане су од 28. јула до 8. августа у Сао Паулу, Бразил. Спортови су били пауерлифтинг, џудо, голбол, фудбал, пливање и атлетика.

### Светске игре слепих 2011.
Такмичење је одржано у Анталији, Турска. Укључивао је такмичења у осам спортова:голбол, атлетика, џудо, пливање, пауерлифтинг, футсал B1, футсал B2/B3 и шах.

### Светске игре слепих 2015.
Игре су одржане у периоду од 8. до 18. јуна 2015. године у Сеулу, Јужна Кореја.

### Светске игре слепих 2019.
Номинације за нацију домаћина за Светске игре слепих 2019. године објављене су 3. марта 2017. године. Није било могуће наћи нацију домаћина која би могла да задовољи све спортове. Уместо тога, квалификациони турнири за ИБСА голбол и параџудо одржани су у Форт Вејну, Индијана, Сједињене Америчке Државе у периоду јун–јул 2019. године, у вези са четворогодишњом међународном генералном скупштином федерације.